# Zumel
Zumel es una localidad situada en la provincia de Burgos, en la comunidad autónoma de Castilla y León (España), en la comarca de Alfoz de Burgos, y pertenece al ayuntamiento de Valle de Santibáñez.

## Datos generales
Zumel contaba en 2023 con 45 habitantes.  Está situado 5,5 km al sur de la capital del municipio, Santibáñez-Zarzaguda, en el valle del río Úrbel, con acceso desde la carretera local que parte de la BU-622 entre Mansilla y la ermita de Nuestra Señora de la Cuadra.  Linda al norte con La Nuez de Abajo, al sur Lodoso, al este con Miñón y Las Rebolledas y al oeste con Las Hormazas y Tobar. Está situado a 19 kilómetros de Burgos.

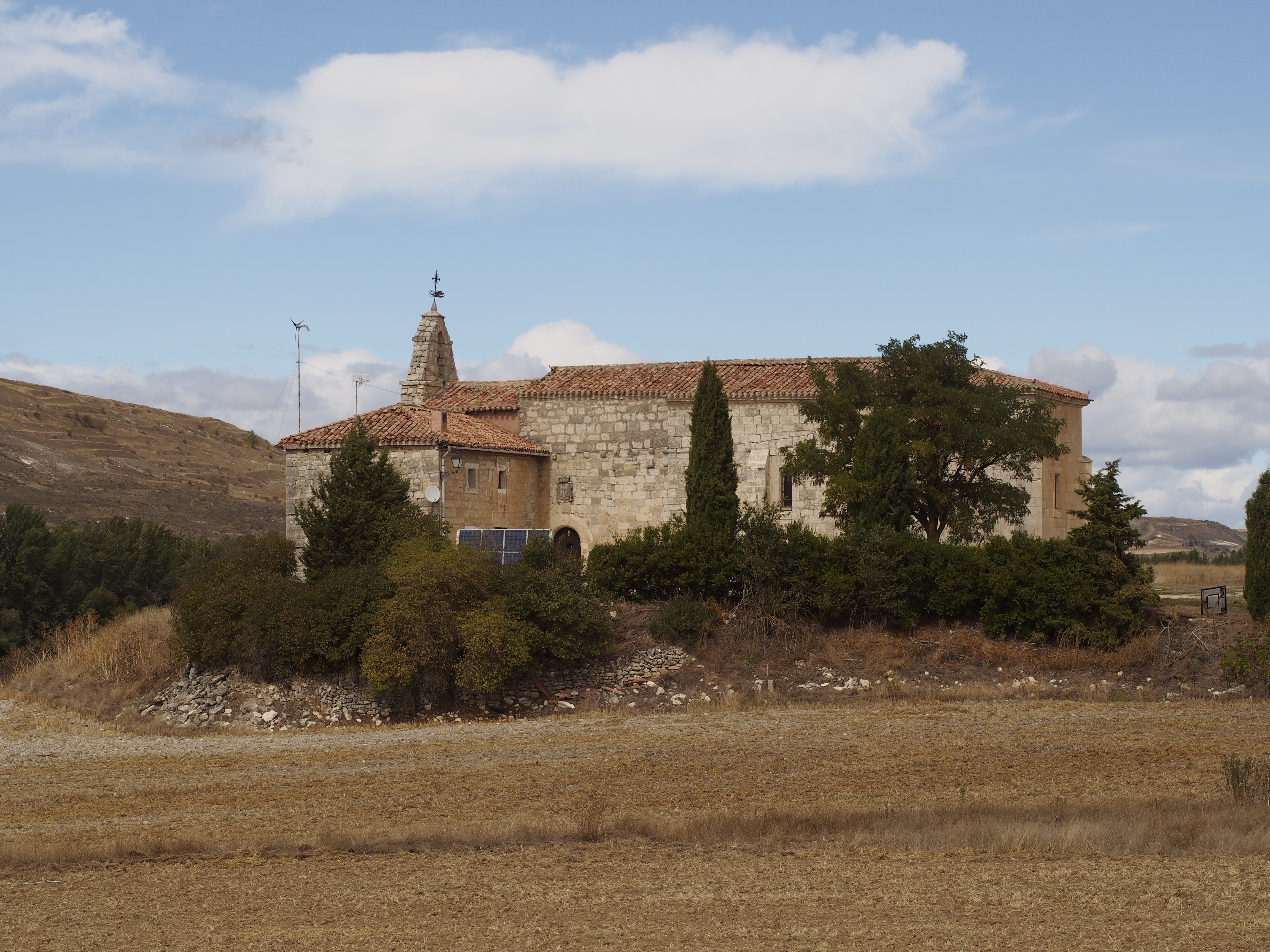
La ermita de Nuestra Señora de la Cuadra, sita entre Zumel y la vecina La Nuez de Abajo.

## Situación administrativa
Zumel es una Entidad Local Menor, cuyo alcalde pedáneo es Ángel García Fernández del Partido Popular.

## Historia
Zumel era una villa que formaba parte del Valle y Cuadrilla de Santibáñez, en el Partido de Castrojeriz, uno de los catorce que formaban la Intendencia de Burgos durante el periodo comprendido entre 1785 y 1833.  Pertenecía al Partido de Burgos de 1843, y en el censo de 1842 contaba con 33 hogares y 120 vecinos.  Entre el censo de 1981 y el anterior, este municipio desapareció porque se agrupó en el municipio de Valle de Santibáñez, que contaba entonces con 30 hogares y 93 vecinos.

## Demografía
| Gráfica de evolución demográfica de Zumel entre 1842 y 1970 |
| |
| Población de derecho según los censos de población del INE Población de hecho según los censos de población del INEEntre el censo de 1981 y el anterior, este municipio desaparece porque se agrupa en el municipio Valle de Santibáñez. |

## Edificios de interés
- Castillo de Zumel, torre hidalga declarada Monumento Nacional el 22 de abril de 1949, BOE 05/05/1949.
- Iglesia parroquial de la Asunción de Nuestra Señora.

## Personas destacadas
- Antonio Varona Ortega (1901-1936), beato y mártir.